# 聖保羅航空168號班機空難
聖保羅航空168號班機是由聖保羅航空（VASP）執行的由聖保羅經里约热内卢至福塔雷萨的巴西國內定期航班。1982年6月8日，一架波音727-200在執行此班機時墜毀於福塔雷薩，導致機上137人全部遇難。截至2014年6月，此次空難為巴西第三嚴重的空難，僅次於戈爾航空1907號班機空難（154人死亡）和巴西天馬航空3054號班機空難（199人死亡）。

## 事故經過
168號班機由聖保羅經里約熱內盧飛往福塔雷薩，第一航段並無事故。飛機在接近福塔雷薩時，獲得從33000英呎（10059米）下降至5000英呎（1524米）的指示。由於此班機為夜航，福塔雷薩市區的燈光干擾了機師的視線，這架波音727也降至5000英呎以下，最後於2500英呎（762米）的高度撞山墜毀，導致機上137人全部遇難。

## 肇事飛機
失事客機是一架1977年製造的波音727-212，生產線編號1282，生產序列號21347，最初服役于新加坡航空，註冊編號9V-SGA（這個編號後來在一架空中客車A340-541上使用），1980年退租並轉予聖保羅航空。

## 調查
調查顯示機長可能因福塔雷薩市中心的明亮燈光而迷向，從而在達到5000英呎的限制高度之後仍然不顧地面迫近警告系統和副機長的兩次警告繼續下降，最後在762米高的山腰墜毀。
駕駛艙通話記錄儀記錄的最後通話如下：

副機長：能看見前面有山嗎？

[GPWS警報聲]

機長：什麼？那兒是什麼？

副機長：有山，不是嗎？

[撞擊聲]

## 類似事故
- 意大利航空4128號班機空難——同樣將周圍燈光誤認為跑道燈，從而墜毀

## 外部連結
- Airliners.net 失事客機PP-SRK照片 （页面存档备份，存于）
- 墜機地點照片